# Champagne (Eure i Loir)
Champagne és un municipi francès, situat al departament de l'Eure i Loir i a la regió de Centre – Vall del Loira. L'any 2007 tenia 234 habitants.

## Demografia

### Població
El 2007 la població de fet de Champagne era de 234 persones. Hi havia 82 famílies, de les quals 20 eren unipersonals (12 homes vivint sols i 8 dones vivint soles), 19 parelles sense fills, 39 parelles amb fills i 4 famílies monoparentals amb fills.
La població ha evolucionat segons el següent gràfic:
Habitants censats

### Habitatges
El 2007 hi havia 94 habitatges, 84 eren l'habitatge principal de la família, 6 eren segones residències i 4 estaven desocupats. Tots els 93 habitatges eren cases. Dels 84 habitatges principals, 73 estaven ocupats pels seus propietaris, 6 estaven llogats i ocupats pels llogaters i 6 estaven cedits a títol gratuït; 5 tenien una cambra, 3 en tenien dues, 5 en tenien tres, 14 en tenien quatre i 58 en tenien cinc o més. 81 habitatges disposaven pel capbaix d'una plaça de pàrquing. A 27 habitatges hi havia un automòbil i a 52 n'hi havia dos o més.

### Piràmide de població
La piràmide de població per edats i sexe el 2009 era:
| Homes | Edats   | Dones |
| ----- | ------- | ----- |
| 0     | 95 o +  | 1     |
| 0     | 90 a 94 | 0     |
| 0     | 85 a 89 | 1     |
| 0     | 80 a 84 | 3     |
| 2     | 75 a 79 | 3     |
| 0     | 70 a 74 | 3     |
| 3     | 65 a 69 | 0     |
| 5     | 60 a 64 | 1     |
| 4     | 55 a 59 | 6     |
| 8     | 50 a 54 | 9     |
| 8     | 45 a 49 | 6     |
| 9     | 40 a 44 | 8     |
| 5     | 35 a 39 | 6     |
| 5     | 30 a 34 | 6     |
| 6     | 25 a 29 | 4     |
| 6     | 20 a 24 | 7     |
| 11    | 15 a 19 | 6     |
| 4     | 10 a 14 | 7     |
| 7     | 5 a 9   | 5     |
| 6     | 0 a 4   | 8     |

## Economia
El 2007 la població en edat de treballar era de 159 persones, 132 eren actives i 27 eren inactives. De les 132 persones actives 129 estaven ocupades (69 homes i 60 dones) i 3 estaven aturades (2 homes i 1 dona). De les 27 persones inactives 4 estaven jubilades, 15 estaven estudiant i 8 estaven classificades com a «altres inactius».

### Ingressos
El 2009 a Champagne hi havia 85 unitats fiscals que integraven 237 persones, la mediana anual d'ingressos fiscals per persona era de 23.658 €.

### Activitats econòmiques
Dels 10 establiments que hi havia el 2007, 1 era d'una empresa extractiva, 1 d'una empresa de fabricació d'altres productes industrials, 1 d'una empresa de construcció, 2 d'empreses de comerç i reparació d'automòbils, 1 d'una empresa d'hostatgeria i restauració, 2 d'empreses de serveis i 2 d'entitats de l'administració pública.
L'únic servei als particulars que hi havia el 2009 era una lampisteria.
L'any 2000 a Champagne hi havia 7 explotacions agrícoles.

## Poblacions més properes
El següent diagrama mostra les poblacions més properes.